# Régence italienne du Carnaro
Pour les articles homonymes, voir Carnaro.
1919–1920
Entités précédentes :
- corpus separatum

Entités suivantes :
- État libre de Fiume

La régence italienne du Carnaro (en italien : Reggenza Italiana del Carnaro) est un État indépendant proclamé par Gabriele D'Annunzio dans la ville de Fiume (aujourd'hui Rijeka, en Croatie), le 8 septembre 1920. Le nom choisi vient de la baie de Kvarner ou golfo del Carnaro en italien (en croate : Kvarnerski zaljev), sur les rives de laquelle se trouve la ville. Il ne reçut jamais aucune reconnaissance internationale, et fut remplacé en décembre 1920 par l'État libre de Fiume.

## Histoire
L'écrivain italien Gabriele D'Annunzio était inquiet de la solution proposée lors de la Conférence de paix de Paris pour résoudre le problème de Fiume : la ville devait obtenir un statut international, et éventuellement accueillir le siège de la Société des Nations. À la tête d'irréguliers italiens, il s'empara de la ville le 12 septembre 1919 (voir Entreprise de Fiume), contraignant les troupes d'occupation alliées (Américains, Britanniques et Français) à se retirer. Son objectif était de rattacher Fiume à l'Italie, mais le gouvernement italien refusa, et commença à faire le blocus de la ville en exigeant la reddition de D'Annunzio.
Celui-ci proclama alors que la ville était gouvernée par la Régence italienne du Carnaro, avec une constitution utopiste dont Mussolini reprendra plus tard la notion de « corporatisme ». D'Annunzio était à sa tête en tant que Commandante, avec le titre officieux de Vate (magicien-prophète). Il ignora le traité de Rapallo et déclara la guerre à l'Italie, ne se rendant qu'en décembre 1920, à la suite d'un bombardement de la marine italienne.

## Constitution
La Charte du Carnaro (en italien : Carta del Carnaro) était une constitution qui combinait des éléments anarchistes, corporatistes, socialistes, bolchéviks et démocratiques. D'Annunzio est souvent considéré comme un précurseur des idées et des pratiques du fascisme italien. Ses idées politiques personnelles prirent forme à Fiume, notamment sous l'influence de futuristes comme Mario Carli, mais aussi de bolchéviks comme le Belge Léon Kochnitzky ou l'Américain Henry Furst, ainsi que l'influence fondamentale de l'aviateur-poète Guido Keller et de l'anarcho-syndicaliste Alceste De Ambris, avec lequel il rédigea la Charte. De Ambris apportait le contenu juridique et politique, tandis que D'Annunzio faisait intervenir ses talents de poète et son désir de revenir à une forme moderne de république, à mi-chemin entre la civitas des Romains et la liberté des communes et villes libres médiévales. La constitution établissait un État démocratique et corporatiste, avec neuf corporations qui devaient représenter les différents secteurs de l'économie. Une dixième corporation, aussi désignée sous le nom d'Energia, la dixième muse introduite par D'Annunzio, était censée regrouper les « artistes », forces vives de la flamme créatrice.
Le pouvoir législatif était bicaméral : il y avait un conseil des Meilleurs (Consiglio degli Ottimi) et un conseil des Corporations (Consiglio dei Provvisori). Des sessions communes (Arengo dei Carnaro) devaient trancher sur les questions de droit international, les modifications de la constitution, et la nomination d'un dictateur en situation d'urgence. Dans la Charte, la « musique » était désignée comme le principe fondateur de l'État.